# Marko Woronyj

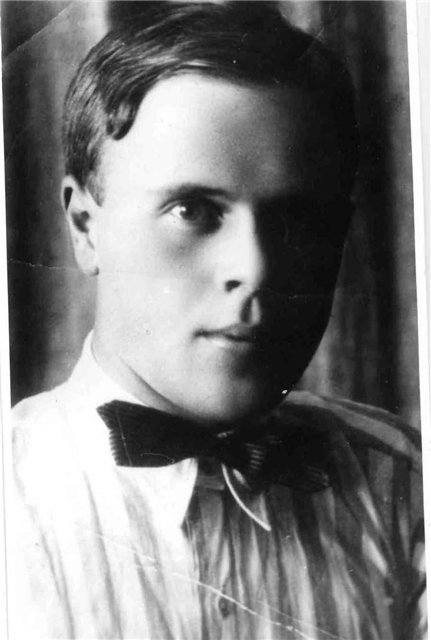
Marko Woronyj

Marko Mykolajowytsch Woronyj (ukrainisch Марко Миколайович Вороний; * 5. Märzjul. / 18. März 1904greg. in Tschernihiw, Gouvernement Tschernigow, Russisches Kaiserreich; † 3. November 1937 in Sandarmoch, Karelien, Sowjetunion) war ein ukrainischer Dichter und Übersetzer. Er gehörte zur ukrainischen Künstlergeneration der hingerichteten Wiedergeburt.

## Leben
Marko Woronyj kam als Sohn des ukrainischen Schriftstellers Mykola Woronyj und Enkel des Schriftstellers Mykola Werbyzkyj (1843–1909; Микола Андрійович Вербицький) in Tschernihiw zur Welt. Er begann 1920 zu schreiben; ab 1925 wurde seine Werke unter dem Pseudonym Antiochus in Lwiw veröffentlicht. Er schrieb Gedichte, Geschichten und Märchen für Kinder. 1933 zog er nach Moskau, wo er fast ein Jahr lang arbeitete. 1935 wurde er vom NKWD verhaftet und beschuldigt, einer nationalistischen Gruppe anzugehören. Er wurde als Verräter und Volksfeind zu 8 Jahre Lagerhaft verurteilt, die er auf den Solowezki-Inseln verbüßte. Nach Überprüfung des Falles 1937 durch das NKWD in Leningrad wurde er zum Tode verurteilt und im karelischen Sandarmoch, gemeinsam mit vielen weiteren ukrainischen Künstlern, hingerichtet.